# Zé Kalanga
Paulo Batista Nsimba, detto Zé Kalanga (Luanda, 12 ottobre 1983), è un calciatore angolano, centrocampista dell'Onze Bravos.

## Carriera
Nel 2006 è stato convocato dal CT angolano Luís de Oliveira Gonçalves per rappresentare l'Angola ai Mondiali in Germania. Ha cominciato i primi due incontri da titolare, venendo sostituito nella ripresa, mentre nella gara contro l'Iran ha giocato per 90 minuti.

## Palmarès

### Club

#### Competizioni nazionali
- Campionato rumeno: 1

Dinamo Bucarest: 2006-2007
- Supercoppa di Romania: 1

Dinamo Bucarest: 2005
- Girabola: 1

Recreativo do Libolo: 2011